# زورقک نیلی
زورقک نیلی (نام علمی: Cymbium indicum) نام یک گونه از سرده زورقک‌ها است.